# Syracuse (satélite)
Syracuse é o programa francês de satélite de comunicações para uso militar. Atualmente operados pelo Direction générale de l'armement (DGA), que proporciona serviços de comunicação estratégicos as Forças Armadas da França. Inicialmente as cargas Syracuse (Systeme de Radio Communications Utilisant un Satellite), canais militares seguros para o uso do Ministério da Defesa francês eram incluídos nos satélites de propriedades da France Telecom.

## Satélites
| Satélite    | Fabricante                                   | Data do lançamento     | Veículo de lançamento | Estado  | Nota                              |
| ----------- | -------------------------------------------- | ---------------------- | --------------------- | ------- | --------------------------------- |
| Syracuse 1A | British Aerospace (BAe)                      | 4 de agosto de 1984    | Ariane 3              | Inativo | Também conhecido por Telecom 1A.  |
| Syracuse 1B | British Aerospace (BAe)                      | 8 de maio de 1985      | Ariane 3              | Inativo | Também conhecido por Telecom 1B.  |
| Syracuse 1C | British Aerospace (BAe)                      | 11 de março de 1988    | Ariane 3              | Inativo | Também conhecido por Telecom 1C.  |
| Syracuse 2A | Matra Marconi Space                          | 16 de dezembro de 1991 | Ariane 44L            | Inativo | Também conhecido por Telecom 2A.  |
| Syracuse 2B | Matra Marconi Space                          | 15 de abril de 1992    | Ariane 44L            | Inativo | Também conhecido por Telecom 2B.  |
| Syracuse 2C | Matra Marconi Space                          | 6 de dezembro de 1995  | Ariane 44L            | Inativo | Também conhecido por Telecom 2C.  |
| Syracuse 2D | Matra Marconi Space                          | 8 de agosto de 1996    | Ariane 44L            | Inativo | Também conhecido por Telecom 2D.  |
| Syracuse 3A | Alcatel Alenia Space                         | 13 de outubro de 2005  | Ariane 5GS            | Ativo   | [ 3 ]                             |
| Syracuse 3B | Alcatel Alenia Space                         | 11 de agosto de 2006   | Ariane 5 ECA          | Ativo   | [ 3 ]                             |
| Syracuse 3C | Thales Alenia Space                          | 26 de abril de 2015    | Ariane 5 ECA          | Ativo   | Também conhecido por SICRAL 2.    |
| Syracuse 4A | Thales Alenia Space                          | 23 de outubro de 2021  | Ariane 5 ECA+         | Ativo   | Também conhecido por Comsat-NG 1. |
| Syracuse 4B | Airbus Defence and Space Thales Alenia Space | 5 de julho de 2023     | Ariane 5 ECA+         | Ativo   | Também conhecido por Comsat-NG 2. |